# Isabella Soprano
Isabella Soprano, född Angela Young den 2 december 1981 i Exeter i New Hampshire, är en amerikansk porrskådespelerska, fetischmodell och sexarbetare. Hon medverkade i cirka 21 porrfilmer mellan 2004 och 2005.